# Vanguard Animation
Vanguard Animation — американська студія, що спеціалізується на виробництві анімаційних стрічок. Заснована продюсером та режисером Джоном Вільямсом у 2004 році. Основний офіс студії знаходиться у Західному Голівуді. Представництво є у Британській Колумбії. Володіє лондонською студією Ealing Studios. Невеликою часткою Vanguard Animation володіє Starz Media.

## Історія
Студію заснував у 2002 році Джон Х. Вільямс. Для свого запуску компанія підписала з Ealing Studios угоду з чотирьох картинок на виробництво комп'ютерних анімаційних фільмів вартістю менш як 40 мільйонів доларів.
Наступного року Vanguard продала міноритарний пакет акцій корпорації IDT і співпрацює зі своїм анімаційним підрозділом Digital Production Solutions, щоб спільно продюсувати та володіти всіма об'єктами Vanguard, включаючи Valiant (2005), перший і єдиний проєкт створений для Disney.

## Доробок

### Зняті стрічки
- Хоробрик — Пернатий спецзагін (2005)
- Нові пригоди Попелюшки (2007)
- Космомавпи (2008)